# Stax Ltd

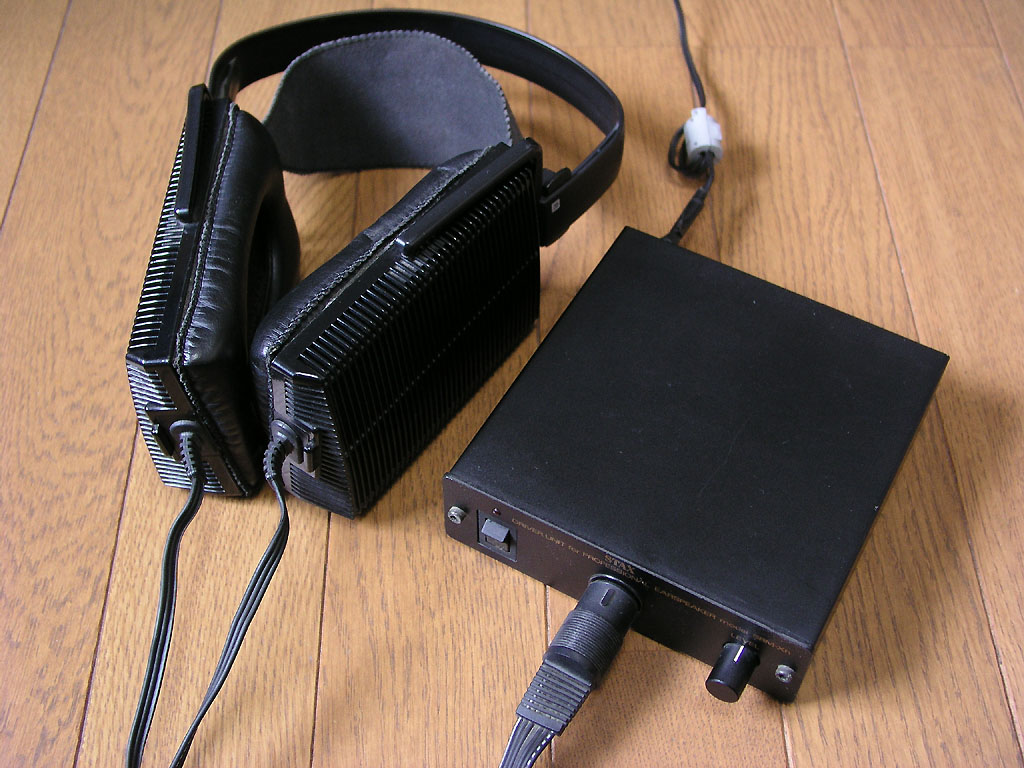
Elektrostatische Kopfhörer mit Verstärker von Stax, Modell Lambda Nova Basic

Stax Ltd. (engl. für japanisch 有限会社スタックス Yūgen-gaisha Sutakkusu) ist ein japanisches Unternehmen aus der Audiotechnik-Branche, das sich auf elektrostatische Kopfhörer spezialisiert hat. Seit 2011 gehört Stax zum chinesischen Audio-Unternehmen Edifier.

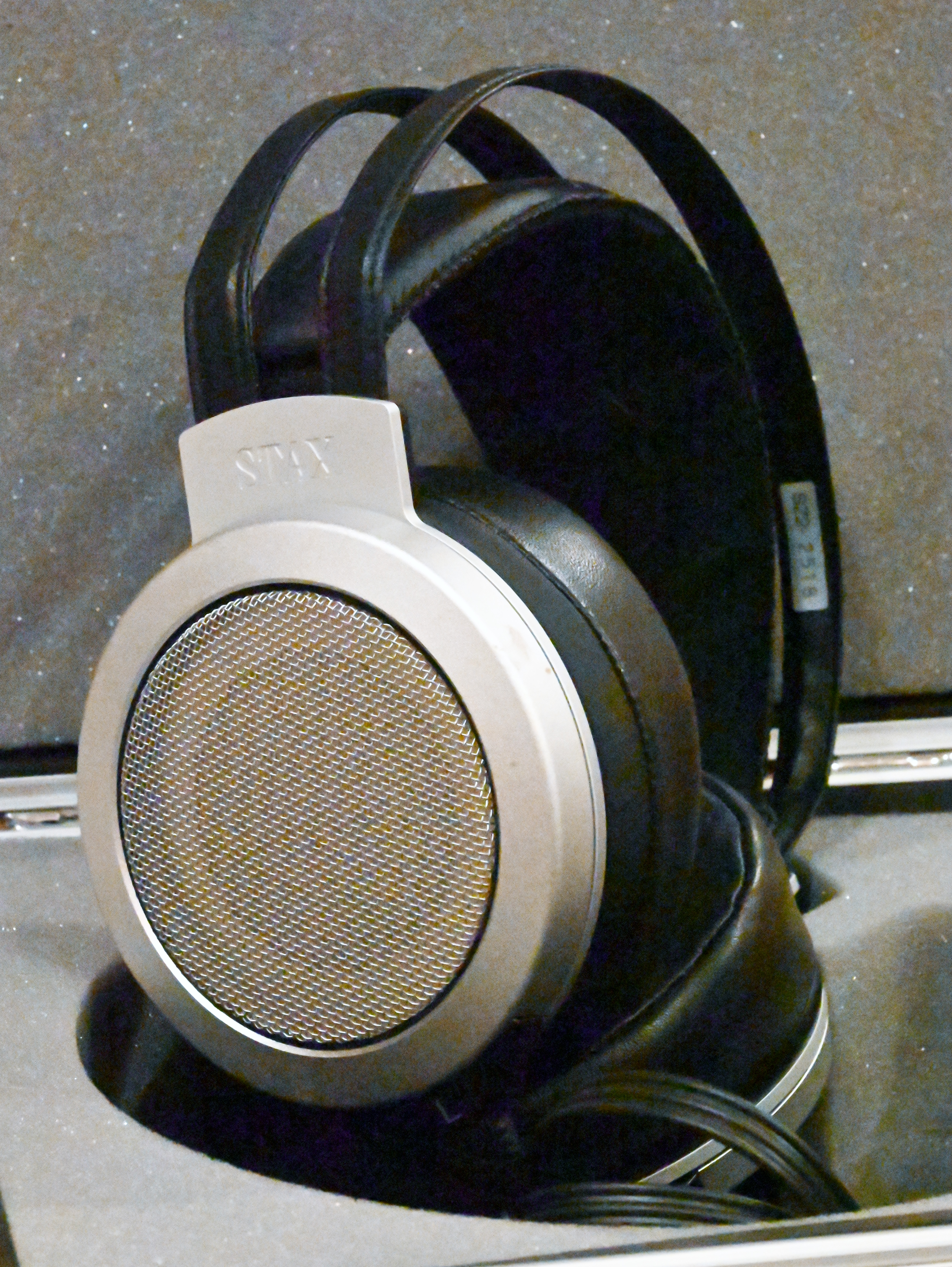
Stax SR-007A, der Vorgänger des SR-009

## Produkte
Die elektrostatischen Kopfhörer von Stax, vom Unternehmen als Ohrlautsprecher (eng. earspeakers) vermarktet, funktionieren im Prinzip wie elektrostatische Lautsprecher, lediglich auf kleinerer Skala. Für den Betrieb ist aufgrund der hohen benötigten Spannung ein spezieller Kopfhörerverstärker erforderlich, der auch von Stax hergestellt und teilweise im Set zusammen mit den Kopfhörern verkauft wird. Die ersten Kopfhörer dieser Art wurden 1959 entwickelt.
Frühere Kopfhörer von Stax benötigten meist 230 Volt Spannung und verwendeten einen sechspoligen Amphenol-Stecker zur Verbindung mit dem Kopfhörerverstärker (Normal Bias). Neuere Modelle arbeiten dagegen mit einer Spannung von 580 Volt und verwenden einen fünfpoligen Stecker (Pro Bias). Dieser ist mechanisch kompatibel mit der alten sechspoligen Buchse, allerdings kann es beim Betrieb der Kopfhörer mit zu hoher Lautstärke zu Schäden kommen.
Als Flaggschiffmodell und Referenz in der Audiobranche galt der Stax SR-009 aus der Omega-Serie, bis er 2022 vom Modell SR-X9000 abgelöst wurde, dessen unverbindliche Preisempfehlung bei 7.250 Euro liegt.

## Geschichte
Das Unternehmen wurde 1938 gegründet. Ab 1950 wurden verschiedene Audiotechnik-Produkte, darunter Tonarme für Schallplattenspieler, verkauft. 1959 wurde schließlich das Modell SR-1 entwickelt und in Tokio als weltweit erster elektrostatischer Kopfhörer der Öffentlichkeit präsentiert. Der SR-1 arbeitete zunächst mit einer Spannung von 150 Volt, bei späteren Versionen wurde die Betriebsspannung auf 200 Volt angehoben.  Infolgedessen entwickelte sich das Unternehmen zum Marktführer auf dem Gebiet der elektrostatischen Kopfhörer. 1979 wurde schließlich das erste Modell der bekannten, bis heute fortgeführten Lambda-Serie vorgestellt.
1995 musste das Unternehmen Insolvenz anmelden, wurde aber ab 1996 weitergeführt. Im Dezember 2011 wurde das Unternehmen von Edifier, einem chinesischen Hersteller von Lautsprechern und weiterer Audiotechnik, vollständig zu einem Preis von 120 Millionen Yen übernommen.